# Roy Ellam
Roy Ellam (* 13. Januar 1943 in Hemsworth) ist ein ehemaliger englischer Fußballspieler. Der zentrale Abwehrspieler war zu Beginn der 1960er-Jahre lange für den Viertligisten Bradford City aktiv. Er stieg mit dem Folgeklub Huddersfield Town in die höchste Spielklasse auf, bevor es ihn 1972 zum Spitzenklub Leeds United zog. Dort fasste er jedoch nicht Fuß und zum Gewinn der englischen Meisterschaft 1974 trug er nur unmaßgeblich bei.

## Sportlicher Werdegang
Im jugendlichen Alter spielte Ellam zunächst für den in der Region Leeds aktiven Klub Robin Hood Athletic. Er probierte sich vergeblich als Stürmer beim Vorspielen für Leeds United, bevor er auf die Abwehrposition umschulte. Ellam lehnte ein Angebot der Queens Park Rangers ab und ging stattdessen im August 1959 zum nahegelegenen Drittligisten Bradford City. Als die „Bantams“ gerade in die Viertklassigkeit abgestiegen waren, unterzeichnete er im Mai 1961 dort seinen ersten Profivertrag. Nach ersten sporadischen Auftritten entwickelte er sich ab der Saison 1962/63 zum Stammspieler. Bis zur Jahreswende 1965/66 blieb er eine feste Größe im Abwehrverbund der Mannschaft, die jedoch am Wiederaufstieg in die drittklassige Third Division stets scheiterte und häufig sogar auf den hinteren Plätzen der vierten Liga rangierte. Nach 149 Ligaspielen und zwölf Toren wechselte er schließlich im Januar 1966 zum Zweitligisten und Lokalrivalen Huddersfield Town. In Huddersfield bildete Ellam mit Trevor Cherry ein effektives Duo. Der größte Erfolg war in der Saison 1969/70 der Gewinn der Zweitligameisterschaft und der damit verbundene Aufstieg in die höchste englische Spielklasse. Kurz bevor Huddersfield Town in der Spielzeit 1971/72 als Tabellenletzter wieder den Gang in Zweitklassigkeit antreten musste, hatte Cherry den Verein in Richtung des Vizemeisters Leeds United verlassen. Ellam folgte ihm bereits im August 1972, nachdem er für Huddersfield Town insgesamt 206 Meisterschaftsspiele bestritten hatte. Die Ablösesumme für Leeds betrug 35.000 Pfund.
Ellams Debüt für Leeds am ersten Spieltag der Saison 1972/73 geriet zu einem Desaster. Nachdem neben Cooper unter anderem Allan Clarke und Norman Hunter wegen Verletzung oder Sperren ausgefallen waren, passte sich Ellam der außerordentlich schwachen Mannschaftsleistung an, die mit einer 0:4-Niederlage gegen den FC Chelsea endete. Trainer Don Revie plante Ellam als Ersatz für den in die Jahre gekommenen Jack Charlton aufzubauen, aber gleichsam die anschließend guten Darbietungen von Charlton als auch der aufstrebende Gordon McQueen sorgten dafür, dass sich Ellam rasch auf dem „Abstellgleis“ wiederfand. Mit nur vier Ligaeinsätzen in der Meistersaison 1973/74 qualifizierte er sich zudem nicht für den offiziellen Erhalt einer Medaille. Im Juli 1974 kehrte er kurzzeitig nach Huddersfield – nunmehr nur noch in der dritten Liga aktiv – zurück, bevor es ihn im April 1975 in die nordamerikanische NASL zu den Philadelphia Atoms und im Jahr darauf zu den Washington Diplomats zog. Zwischendurch und nach seinem NASL-Abenteuer agierte er im unterklassigen englischen Fußball für den AFC Mossley, der in der Northern Premier League spielte. Insgesamt absolvierte er in Mossley von seinem Einstand gegen Boston United am 18. August 1975 und dem letzten Auftritt am 1. Dezember 1976 gegen Macclesfield Town 83 Partien, in denen ihm zwei Tore gelangen. Zum Ende der 1970er-Jahre arbeitete er danach als Spielertrainer für Gainsborough Trinity.